# Coizard-Joches
Coizard-Joches är en kommun i departementet Marne i regionen Grand Est (tidigare regionen Champagne-Ardenne) i nordöstra Frankrike. Kommunen ligger i kantonen Montmort-Lucy som tillhör arrondissementet Épernay. År 2022 hade Coizard-Joches 91 invånare.

## Befolkningsutveckling
Antalet invånare i kommunen Coizard-Joches
| Referens: INSEE |